# 徳島県道31号鴨島神山線
徳島県道31号鴨島神山線（とくしまけんどう31ごう かもじまかみやません）は、徳島県吉野川市から名西郡神山町へ至る県道（主要地方道）である。

## 概要
吉野川市役所付近などごく一部を除き1 - 1.5車線である。特に梨ノ木峠の南側区間には非常に狭い区間がある。

### 路線データ
- 陸上距離：14.732 km（平成22年徳島県道路現況調書）
- 起点：徳島県吉野川市鴨島町鴨島（徳島県道239号牛島上下島線交点）
- 終点：徳島県名西郡神山町阿野字本名（徳島県道20号石井神山線交点）

## 歴史
- 1923年4月27日 - 本名鴨島線として認定[要出典]
- 1959年1月31日 - 本名鴨島線として再認定[要出典]
- 1972年3月10日 - 徳島県道241号本名鴨島線として再認定[要出典]
- 1982年12月14日 - 徳島県道31号鴨島神山線として主要地方道に昇格[要出典]
- 1993年（平成5年）5月11日 - 建設省から、県道鴨島神山線が鴨島神山線として主要地方道に指定される[1]。
- 2013年 - 神山町本名をパスするバイパスが完成。ただし1.5車線である[要出典]

## 地理

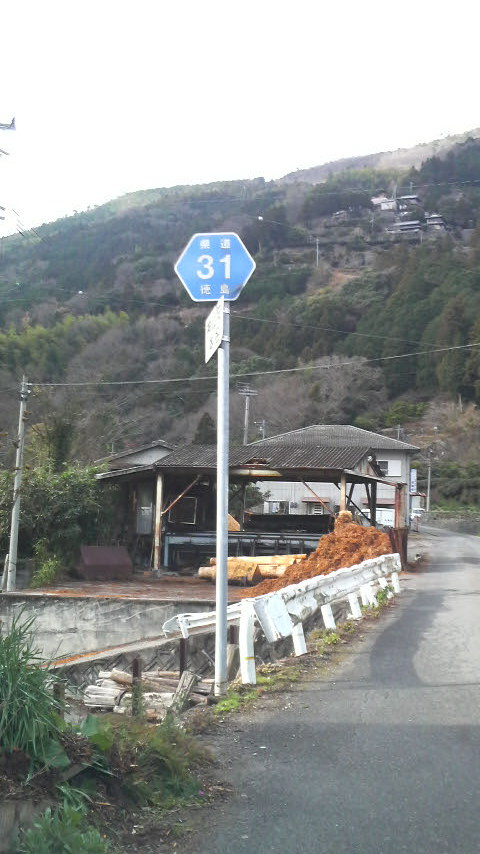
県道標識（名西郡神山町阿野）

### 通過する自治体
- 吉野川市
- 名西郡神山町

### 交差する道路
- 徳島県道239号牛島上下島線（吉野川市鴨島町鴨島、起点）
- 国道192号（国道318号重複）（吉野川市鴨島町鴨島）
- 徳島県道240号西麻植下浦線（吉野川市鴨島町飯尾）
- 徳島県道245号二宮山川線（名西郡神山町阿野）
- 徳島県道20号石井神山線（名西郡神山町阿野、終点）